# 天野友時
天野 友時（あまの ともとき）は、江戸時代前期の武士。毛利氏の家臣で萩藩（長州藩）士。父は天野就友。

## 生涯
寛永18年（1641年）、毛利氏家臣・天野就友の次男として生まれる。兄の就景（与三右衛門）が早世したため、友時が嫡男となった。
延宝3年（1675年）9月2日に父・就友が死去したため家督を相続し、毛利綱広、吉就、吉広、吉元の4代に仕えた。
正徳6年（1716年）2月30日に死去。享年76。子の友稠が後を継いだ。